# Abraham Clark
Pour les articles homonymes, voir Clark.
Abraham Clark, né le 15 février 1726, mort le 15 septembre 1794, était un politicien américain et une figure majeure de la Guerre d'Indépendance. Il était le délégué pour le New Jersey au Congrès continental où il a signé la Déclaration d'Indépendance et a fait partie plus tard de la Chambre des députés tant dans le Deuxième que le Troisième Congrès des États-Unis, à partir du 4 mars 1791 jusqu'à sa mort en 1794.

## Biographie
Abraham est né à Elizabethtown, dans le New Jersey. Son père, Thomas Clark, s'étant rendu compte qu'il avait un talent pour les mathématiques, emploie un professeur privé pour l'instruire. En travaillant avec acharnement, il apprend le droit et entre dans le métier. Il devient populaire et est connu comme le « conseiller du pauvre », défendant des personnes n'ayant pas les moyens de se payer un avocat.
Clark épouse Sarah Hatfield en 1748. Ils ont dix enfants. Tandis qu'elle élevait les enfants dans leur ferme, Clark entre en politique comme membre de l'Assemblée Provinciale. Plus tard il devient High Sheriff du Comté de l'Essex et en 1775 est élu au Congrès Provincial. Il est membre du comité de sécurité publique.
Début 1776, la délégation du New Jersey au Congrès continental s'oppose à l'indépendance. Clark ayant fait fortement entendre son avis favorable sur l'indépendance des colonies, il est nommé le 21 juin 1776 avec John Hart, Francis Hopkinson, Richard Stockton et John Witherspoon comme délégué. Ils arrivent à Philadelphie le 28 juin 1776 et signent la Déclaration d'Indépendance début juillet.
Deux des fils de Clark étaient officiers dans l'Armée continentale. Il refuse de parler d'eux au Congrès, même quand ils ont tout été deux capturés, torturés et battus. La seule fois où il les évoque, c'est lorsque l'un d'entre eux est incarcéré dans le bateau-prison Jersey, tristement célèbre pour la rudesse de ses conditions d'internement. Clark fait appel au Congrès pour demander aux Anglais d'améliorer les conditions d'incarcération de son fils, ce qui se fait.
Clark reste au Congrès continental jusqu'en 1778. Le New Jersey le réélit deux fois, de 1780 à 1783 et de 1786 à 1788. Il se retire avant la Convention Constitutionnelle de l'État en 1794. Il meurt seul chez lui le 15 septembre 1794 et est enterré au Cimetière Rahway à Rahway, dans le New Jersey.
Clark Township dans le comté d'Union a été nommée en son honneur, comme le lycée Abraham Clark à Roselle.